# Matematička fizika
Matematička fizika je znanstvena grana na granici između matematike i fizike. Bavi se razvojem matematičkih modela za fizikalne pojave i matematičkim aparatom koji izrasta iz takvih modela. Matematička fizika se presijeca s teorijskom fizikom; potonja se bavi teorijskim argumentima u proučavanju fizikalnih pojava i razvojem modela poznate i nepoznate, no moguće, fizike. Teorijska fizika je nešto šira jer se bavi i interpretacijama, te ne-rigoroznim i spekulativnim argumentima iz analize eksperimenata, koji ne moraju tvoriti nužno posve konzistentan matematički aparat, no za koji se vjeruje da se može popraviti u budućnosti do konzistentnog. Npr. teorijska fizika uključuje i podešavanja parametara i podešavanja modela složenim 
eksperimentalnim podacima; takva istraživanja u teorijskoj fizici se obično nazivaju tzv. fenomenologijom. 
U najnovije vrijeme, u fundamentalnoj fizici visokih energija, teorijski modeli postaju sve složeniji matematički i inspiraju niz čisto matematičkih konstrukcija čija je povratna vrijednost u praktičnoj fizici često nejasna, no čija iznimna matematička svojstva i teorijske veze s raznim konstrukcijama u matematičkoj fizici su fascinantna i inspiraraju daljnja proučavanja. To "područje", odnosno stil istraživanja, se ponekad danas naziva i fizička (ili fizikalna) matematika, radije nego nešto konvencionalna matematička fizika. Međutim nema neke općeprihvaćene jasne granice između termina matematička fizika i tog novijeg termina fizikalna matematika. 

## Vanjske poveznice
- nlab: popis napredne literature iz matematičke fizike